# Ignoto militi
L'espressione latina Ignoto militi, tradotta letteralmente, significa al soldato sconosciuto.
È la nota epigrafe incisa sulla tomba del Milite Ignoto italiano, simbolo dei 650.000 caduti italiani nella prima guerra mondiale.
 La salma di un combattente sconosciuto, scelta da Maria Bergamas (madre di Antonio, partito per il fronte e mai tornato neanche da morto) tra 11 soldati caduti sugli 11 principali campi di battaglia e di cui non era possibile riconoscere neanche il battaglione di appartenenza, il 29 ottobre del 1921, fu trasportata da Aquileia a Roma e tumulata nel monumento a Vittorio Emanuele II, sotto l'Altare della Patria.
Le altre 10 salme furono seppellite ad Aquileia e, quando nel 1953 morì, li fu sepolta anche Maria Bergamas che volle rappresentare il dolore di tutte le madri che non avevano più riabbracciato i propri figli a causa della guerra e che, comunque, erano vicine ai propri cari.